# Judo aux Jeux sud-asiatiques 2006
 (septembre 2009).
Si vous disposez d'ouvrages ou d'articles de référence ou si vous connaissez des sites web de qualité traitant du thème abordé ici, merci de compléter l'article en donnant les références utiles à sa vérifiabilité et en les liant à la section « Notes et références ».
Voici les résultats des compétitions de  judo aux Jeux sud-asiatiques 2006. À cette occasion, cinq épreuves de judo figuraient au programme, trois masculines et deux féminines classifiées par catégories de poids. 
Pictogramme olympique du judo : 

## Liste des épreuves

### Hommes
- Moins de 60 kg
- Moins de 66 kg
- Moins de 73 kg

### Femmes
- Moins de 48 kg
- Moins de 52 kg

## Liste des champions sud-asiatiques (médaillés d'or)

### Hommes
- Moins de 60 kg : Navjyot Chana (Indes)
- Moins de 66 kg : Parvinder Singh (Indes)
- Moins de 73 kg : Virendra Singh (Indes)

### Femmes
- Moins de 48 kg : Bembem Devi (Indes)
- Moins de 52 kg : Anita Chanu (Indes)